# Eucereon albitorna
Eucereon albitorna är en fjärilsart som beskrevs av Paul Dognin 1912. Eucereon albitorna ingår i släktet Eucereon och familjen björnspinnare. Inga underarter finns listade i Catalogue of Life.